# Kevin Luckassen
Kevin Luckassen (Eindhoven, 26 luglio 1993) è un calciatore olandese, attaccante del Gloria Buzău.

## Carriera
Il 21 febbraio 2014 la società ceca dello Slovan Liberec paga il corrispettivo di 121000 € per acquistarne il cartellino a titolo definitivo.

## Palmarès

### Club

#### Competizioni nazionali
- Coppa di Romania: 1

Sepsi: 2021-2022